# Kamehameha III
Kamehameha III, właściwie Kalani Waiakua Kalanikau Iokikilo Kīwalaʻō i ke kapu Kamehameha (ur. 11 sierpnia 1813?, zm. 15 grudnia 1854) – trzeci król Królestwa Hawajów od 14 lipca 1825 do 15 grudnia 1854.
Urodzony jako Kauikeaouli, był młodszym z synów pierwszego hawajskiego króla – Kamehamehy I i królowej Keōpūolani. Tron odziedziczył po śmierci swojego starszego brata – Kamehameha II (14 lipca 1824). Zmarł 15 grudnia 1854, a tron przejął po nim jego siostrzeniec i adoptowany syn – Alexander Liholiho, który przybrał imię Kamehamehy IV.